# Бітольська битва (1912)

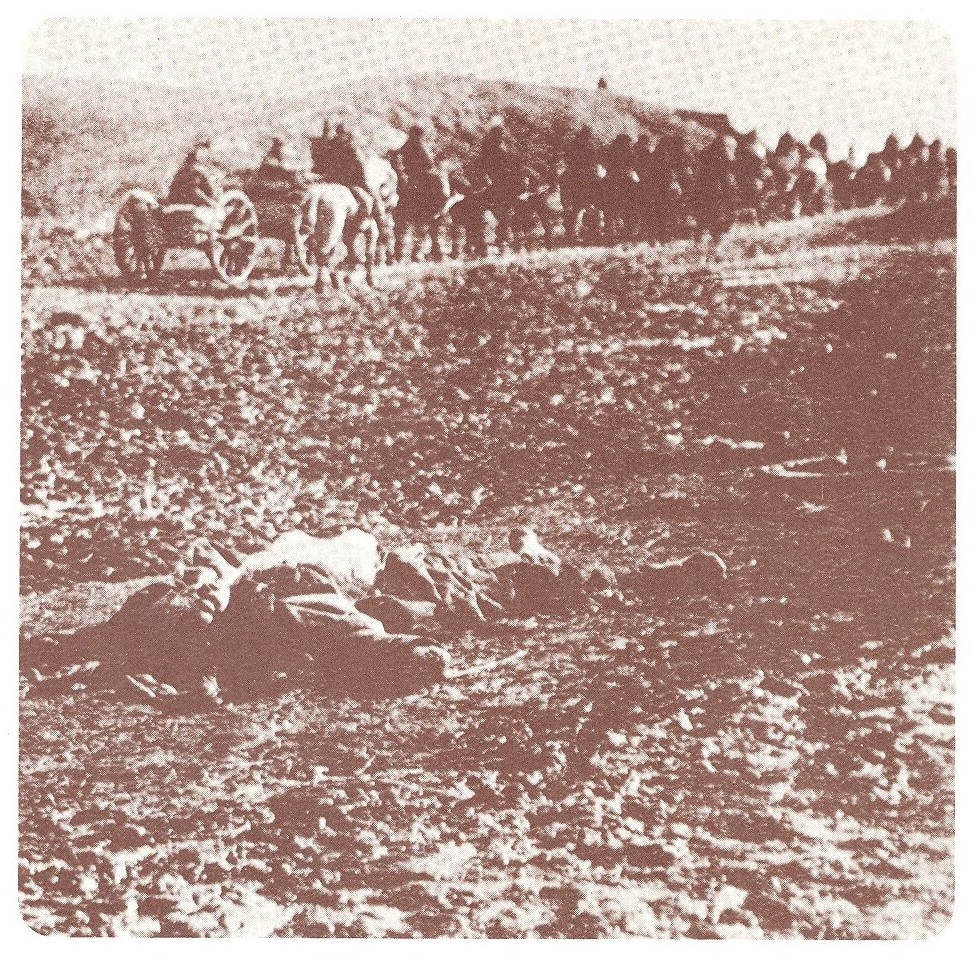
Після Бітольської битви

Бітольська битва (болг. Битка при Битоля) — військове зіткнення, яке сталося недалеко від міста Бітола (що нині знаходиться в Північній Македонії, а тоді називалось Монастір) під час Першої Балканської війни з 16 по 19 листопада 1912 року. 

## Хід битви
Османська Вардарська армія відступала після поразки під Куманово і перегрупувалась навколо міста Бітола. Частина 1-ї сербської армії, що просувалася до Бітоли, була зустріта вогнем важкої османської артилерії, і їм довелося чекати прибуття власної артилерії. 18 листопада, після знищення османської артилерії вогнем артилерії сербів, об'єднання на сербському правому фланзі прорвалися через ділянку, що захищалась Вардарською армією. Серби увійшли в Бітолу 19 листопада. Із завоюванням міста серби могли здійснювати контроль заходу Македонії, в тому числі і символічно значимого міста Охрид.

## Наслідки
Бітольська битва ознаменувала кінець п'ятивікового османського панування над північчю Македонії. 1-ша сербська армія продовжила вести бойові дії в ході Першої Балканської війни. Деякі представники сербського керівництва хотіли продовжити наступ вниз по долині річки Вардар аж до Салоніки, але воєвода Радомир Путник відмовився з причин загрози війни з Австро-Угорщиною, яка не потерпіла б сербської присутності на Егейському морі. Крім того, греки вже зайняли Салоніки і дозволили кільком болгарським частинам увійти в місто, і поява сербських сил внесла б лише плутанину в і без того непросту ситуацію.